# Synallaxe maculé
Phacellodomus maculipectus
Espèce
Statut de conservation UICN

 LC  : Préoccupation mineure
Le Synallaxe maculé (Phacellodomus maculipectus) est une espèce d'oiseaux de la famille des Furnariidae.
Cet oiseau est endémique des yungas méridionales.